# Wirye-dong, Seongnam
Wirye-dong (koreanska: 위례동) är en stadsdel i staden Seongnam i provinsen Gyeonggi strax söder om huvudstaden Seoul. Den ligger i stadsdistriktet Sujeong-gu. Den gränsar till en stadsdel med samma namn i Seoul.